# 大槌町立吉里吉里学園
大槌町立吉里吉里学園（おおつちちょうりつ きりきりがくえん）は、岩手県上閉伊郡大槌町にある公立の小中一貫教育校。同学園小学部にあたる大槌町立吉里吉里小学校と中学部にあたる大槌町立吉里吉里中学校の2校で構成される。

## 概要

### 小学部（吉里吉里小学校）
2024年（令和6年）5月1日現在

#### 児童
- 全校児童：77人（7クラス）
  - 1年生：20人
  - 2年生：8人
  - 3年生：10人
  - 4年生：17人
  - 5年生：13人
  - 6年生：9人

#### 教職員（県費負担本務職員）
- 総数：13人
  - 校長：1人
  - 副校長：1人
  - 教諭：6人
  - 講師：2人
  - 養護教諭：1人
  - 栄養教諭：1人
  - 事務職員：1人

### 中学部（吉里吉里中学校）
2024年（令和6年）5月1日現在

#### 生徒
- 全校生徒：27人（3クラス）
  - 1年生：6人
  - 2年生：12人
  - 3年生：9人

#### 教職員（県費負担本務職員）
- 総数：10人
  - 校長：1人
  - 副校長：1人
  - 教諭：6人
  - 養護教諭：1人
  - 事務職員：1人

## 沿革
- 2015年（平成27年）4月1日 - 吉里吉里小学校と吉里吉里中学校を併設した小中一貫教育校として吉里吉里学園が開校。

## 通学区域
- 大槌町
  - 吉里吉里一丁目、吉里吉里二丁目、吉里吉里三丁目、吉里吉里四丁目、浪板[5]